# Bengt Berg (organist)
Bengt Johan Daniel Berg, född 26 november 1935 i Vadstena, död 24 oktober 2008 i Stockholm, var en svensk diplomorganist och arrangör av svenska visor och psalmer.

## Biografi
Bengt Berg föddes i Vadstena och fick sina första orgellektioner av Rune Engsö som då var organist i Vadstena Klosterkyrka (från 1963 organist i Sankt Johannes kyrka, Stockholm). Berg fortsatte sina studier vid Musikaliska Akademien i Stockholm (nuvarande Kungliga Musikhögskolan) med Alf Linder som orgellärare och Gunnar de Frumerie som pianolärare. Sina två debutkonserter höll han i Oscarskyrkan, Stockholm och Göteborgs konserthus där programmet bl.a. innehöll Arnold Schönbergs ”Variationer över ett recitativ op. 40”. Under 1960-talet fortsatte Bengt Berg sina diplomstudier i Antwerpen i Belgien med Flor Peeters som lärare. Genom sina studier i Belgien förde Bengt Berg in den franska symfoniska orgelrepertoaren i Sverige, med musik av bl.a. Widor, Vierne och Messiaen.
Under 1900-talets senare hälft var Bengt Berg en flitig konsertorganist där flera  radio- och skivinspelningar följde (två av hans LP-inspelningar från mitten av 1970-talet finns utgivna på CD:n ”The Birds and the Springs” PRSACD 7742). Efter anställningar som organist i församlingar i Skåne och Norrköping blev han 1964 organist i Matteus kyrka, Stockholm. Genom den stora Marcussenorgeln (1972) kom kyrkan att bli ett viktigt orgelcentrum i huvudstaden med internationella konsertserier, seminarier och festivaler (t.ex. "Stockholm International Organ Festival” 1973 och 1977). Som orgelpedagog fick han möta flera av Sveriges blivande organister, bland hans elever kan nämnas Hans Fagius, konsertorganist och professor vid Det Danske Musikkonservatorium i Köpenhamn och Ralph Gustafsson, organist i Maria Magdalena kyrka, Stockholm och professor vid Kungliga Musikhögskolan, Stockholm.

## Bengt Berg som arrangör
I mitten av 1970-talet började Bengt Berg arrangera psalmer och visor. Genom att sätta gitarr till koralerna och orgel till visorna ville han skapa ett nytt sound i kyrkan. I hans första arrangemangshäfte ”Kornet har sin vila”  fanns tio nya psalmer och visor i sättning för sång, flöjt, gitarr, orgel och kontrabas. Därefter följde genom åren flera häften och arrangemang, ofta med en kammarmusikalisk sättning och kör. I början av 1980-talet spelade han tillsammans med körledaren Gustaf Sjökvist in skivan ”Now the Green Blade Riseth” (PRCD 9093) med sina arrangemang som blev en försäljningssuccé. Under 1980-talet ville Bengt Berg utveckla barnsången i gudstjänsten vilket bl.a. resulterade i flera nothäften ”Barnklang” och skivan ”Med blommor i håret”.
För sina arrangemang och sitt arbete med att förnya kyrkomusiken belönades han bl.a. med S:ta Ceciliapriset och medalj från Deverthska kulturstiftelsen som in sin motivering skrev följande: ”Till Bengt Berg som organist och kyrkomusiker främst för förnyelsen av barnsångens och den sakrala musikens uttrycksformer genom okonventionell instrumentering, fräsch rytmik och klangfärg – kyrkogemenskapen till glädje och fromma.

## Diskografi (urval)
- The Birds and the Springs (Proprius)
- Now the Green Blade Riseth (Proprius)
- Toccata (Proprius)
- Fåglarna och källorna (Proprius)
- Med blommor i håret (Verbum)
- Kornet har sin vila (Proprius)
- Rosa Rorans Bonitatem (Proprius)
- Lacrimae Domini (Fabo)